# Нюгуй
Нюгуй (рос. Нюгуй) — улус Джидинського району, Бурятії Росії. Входить до складу Сільського поселення Білоозерське.
Населення — 311 осіб (2015 рік).